# Isidre Esteve

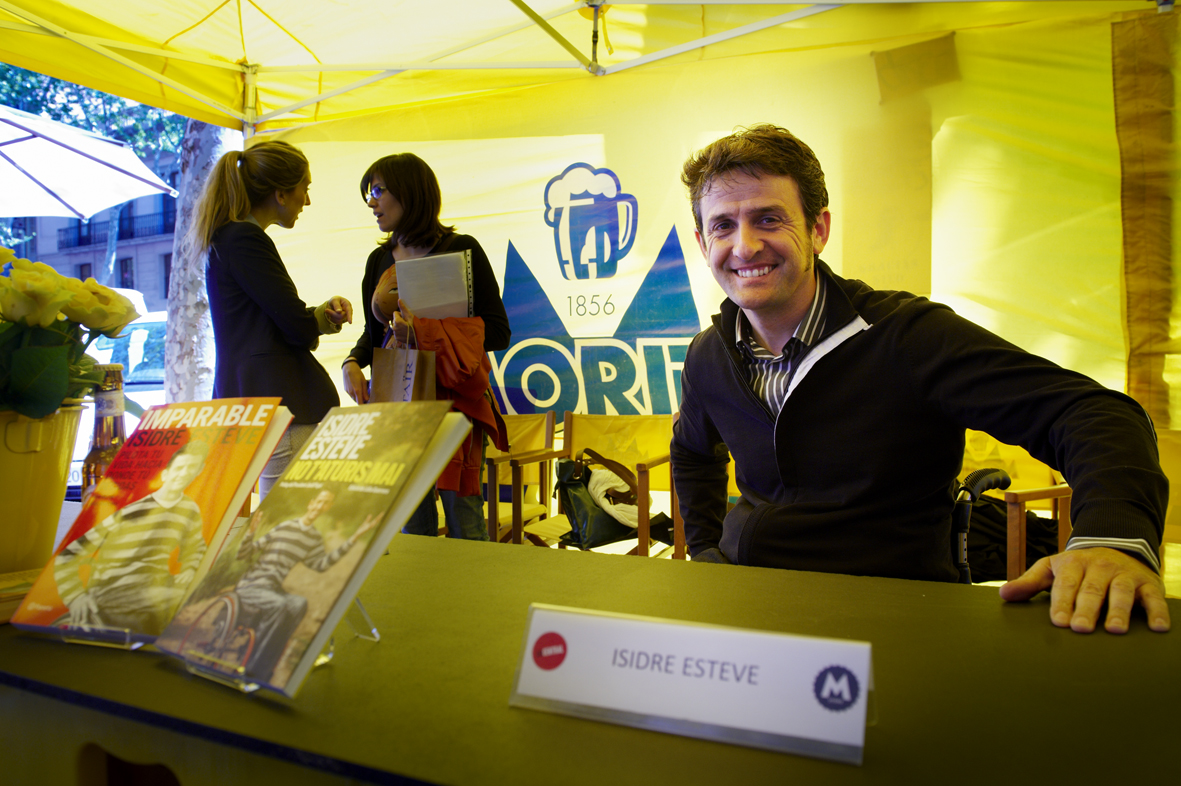

Isidre Esteve Pujol (1972) is een Spaans motorcoureur. Hij won onder andere etappes in de Dakar-rally.